# Eisenbahnunfall von Hannō

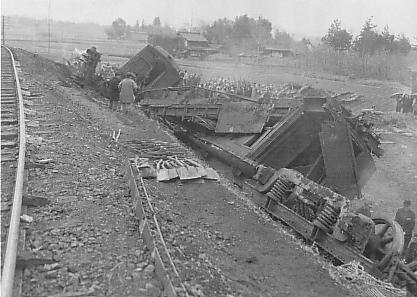
Eisenbahnunfall von Hannō

Der Eisenbahnunfall von Hannō (jap. 八高線列車脱線転覆事故, Hachikō-sen ressha dassen tempuku jiko, dt. „Entgleisung und Umsturz auf der Hachikō-Linie“) ereignete sich am 25. Februar 1947 auf der Hachikō-Linie, in der Präfektur Saitama in Japan, zwischen den Bahnhöfen Higashi-Hannō und Komagawa im heutigen Hidaka, etwa 30 km nordwestlich von Tokio. Ein Zug wurde wegen überhöhter Geschwindigkeit aus einer Kurve getragen, dabei starben 184 Reisende.

## Ausgangslage
Die Strecke weist zwischen den Bahnhöfen Higashi-Hannō und Komagawa ein erhebliches Gefälle auf. Der verunglückte Zug befuhr die Strecke bergabwärts. Er war aus alten Personenwagen mit hölzernem Aufbau gebildet und wurde von einer Dampflokomotive gezogen. Der Zug war stark überbelegt, viele Reisende waren auf Hamsterfahrt.

## Unfallhergang
Der Zug entgleiste in einer Kurve auf einem Streckenabschnitt mit einem Gefälle von 20 ‰. Die vier letzten der sechs Personenwagen stürzten um und 5,6 m tief vom Gleisbett auf ein daneben liegendes Feld. Ursache war überhöhte Geschwindigkeit, weil der Zug nicht ausreichend gebremst worden war. Die hölzernen Personenwagen wurden weitgehend zertrümmert, was wesentlich zum Ausmaß des Unfalls beitrug.

## Folgen
184 Menschen starben, 495 wurden verletzt. Dies war damals der schwerste Eisenbahnunfall der japanischen Nachkriegsgeschichte. Der Unfall war Anlass, bis 1955 die noch etwa 3000 im Einsatz befindlichen Reisezugwagen mit hölzernen Aufbauten durch Fahrzeuge aus Stahl zu ersetzen.